# Limitless Airways
Limitless Airways je bila hrvaška letalska družba s sedežem na Reki. Ustanovljena je bila s strani švedskega tour operaterja Scandjet in je izvajala predvsem polete med Skandinavijo in turističnimi kraji Hrvaške, Italije ter Bosne in Hercegovine. Decembra 2016 je prenehala s svojo dejavnostjo,

## Zgodovina
Družba je bila ustanovljena januarja 2015. Z izvajanjem letalskih poletov je pričela v maju 2015. Družba je bila registrirana po hrvaški zakonodaji in je imela sedež na Reki.

## Destinacije
Družba je v marcu 2016 izvajala svoje dejavnosti med naslednjimi letališči
 Bosna in Hercegovina
- Mostar - Letališče Mostar

 Hrvaška
- Dubrovnik - Letališče Dubrovnik
- Reka - Letališče Reka
- Zadar - Letališče Zadar

 Iran
- Teheran - Letališče Teheran (od 28.3.2016 dalje[2]

 Italija
- Catania - Letališče Catania

 Norveška
- Kristiansand - Letališče Kristiansand

 Švedska
- Ängelholm - Letališče Ängelholm
- Göteborg - Letališče Göteborg Landvetter
- Kalmar - Letališče Kalmar
- Karlstad - Letališče Karlstad
- Norrköping - Letališče Norrköping
- Skelleftea - Letališče Skelleftea
- Stockholm - Letališče Stockholm Arlanda
- Stockholm - Letališče Stockholm Västeras
- Umeå - Letališče Umeå

## Flota
V letalski flota družbe Limitless Airways je bilo eno letalo Airbus A320-200., ki je po zaključku dejavnosti ostalo prizemljeno na letališču v tunizijskem Monastiru.